# Bisdom Argyll and The Isles

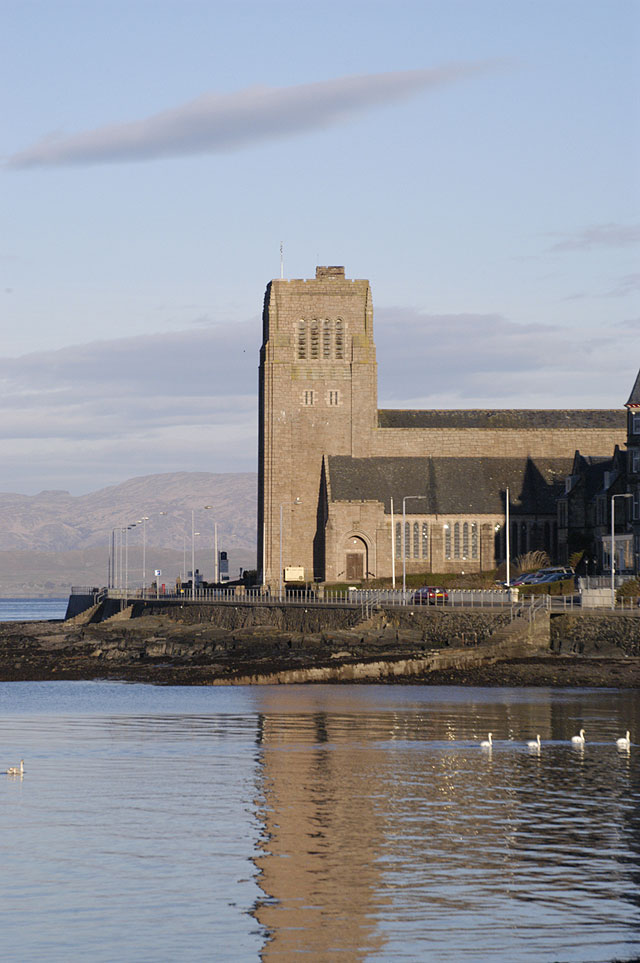
St Columba’s Cathedral in Oban

Het bisdom Argyll and The Isles (Latijn: Dioecesis Ergadiensis et Insularum) is een rooms-katholiek bisdom met als zetel Oban in Schotland. Het bisdom is suffragaan aan het aartsbisdom Saint Andrews and Edinburgh en werd opgericht in 1878. 
In 2020 telde het bisdom 25 parochies. Het bisdom heeft een oppervlakte van 31.080 km2 en omvat het graafschap Argyll en het zuiden van Inverness-shire met de eilanden of Bute, Arran en de Hebriden. Het bisdom telde in 2020 77.630 inwoners waarvan 14,3% rooms-katholiek was. 

## Geschiedenis
Paus Leo XIII richtte in 1878 het bisdom op nadat de kerkelijke hiërarchie was hersteld in Schotland. In Oban werd kort daarna een noodkerk in metalen golfplaten gebouwd. Pas in 1932 werd begonnen met de bouw van een nieuwe kathedraal naar plannen van Giles Gilbert Scott. De neogotische St. Columba’s Cathedral werd voor een groot deel gefinancierd met giften uit de Verenigde Staten, Canada en Ierland. In 1997 werd een House of Prayer geopend op het eiland Iona naar aanleiding van de 1400e sterfdag van de heilige Columba aldaar.

## Bisschoppen
- Angus MacDonald (1878-1892)
- George John Smith (1892-1918)
- Donald Martin (1919-1938)
- Donald Alphonsus Campbell (1939-1945)
- Kenneth Grant (1945-1959)
- Stephen McGill, P.S.S. (1960-1968)
- Colin Aloysius MacPherson (1968-1990)
- Roderick Wright (1990-1996)
- Ian Murray (1999-2008)
- Joseph Anthony Toal (2008-2014)
- Brian Thomas McGee (2015-)